# Dobryj
Dobryj (ros. Добрый) – osiedle w Rosji, w obwodzie orłowskim, w rejonie orłowskim. W 2010 liczyło 1585 mieszkańców.